# Zakaria El Hachimi
Zakaria El Hachimi (en árabe: زكرياء الهاشمي‎, nacido el 4 de agosto de 1987 en Casablanca, Casablanca-Settat) es un futbolista marroquí. Juega de defensa y su equipo actual es el Wydad Casablanca de la Liga de Fútbol de Marruecos.

## Trayectoria

### Clubes
| Club             | País      | Año             |
| ---------------- | --------- | --------------- |
| Raja Casablanca  | Marruecos | 2012 - 2017     |
| Wydad Casablanca | Marruecos | 2017 - Presente |

### Selección nacional
| Selección | País      | Año             |
| --------- | --------- | --------------- |
| Absoluta  | Marruecos | 2014 - Presente |

## Palmarés

### Títulos nacionales
| Título                      | Club            | País      | Año  |
| --------------------------- | --------------- | --------- | ---- |
| Copa del Trono              | Raja Casablanca | Marruecos | 2012 |
| Liga de Fútbol de Marruecos | Raja Casablanca | Marruecos | 2013 |

### Títulos internacionales
| Título                      | Club (*)         | Sede       | Año  |
| --------------------------- | ---------------- | ---------- | ---- |
| Liga de Campeones de la CAF | Wydad Casablanca | Casablanca | 2017 |

(*) Incluyendo la selección